# Astrid Lindgren
Astrid Anna Emilia Lindgren, nascuda Ericsson (Vimmerby, Suècia, 14 de novembre de 1907 - Estocolm, Suècia, 28 de gener de 2002) fou una escriptora sueca de literatura infantil creadora del personatge de Pippi Långstrump.
És coneguda sobretot per diverses sèries de llibres infantils, com ara Pippi Långstrump, Emil de Lönneberga, Karlsson a la teulada i els sis nens de Bullerby, i per les novel·les de fantasia infantil Mio, el meu fill; Ronia, la filla del lladre; i Els germans Cor de Lleó. Lindgren va treballar al consell editorial de literatura infantil de l'editorial Rabén & Sjögren d'Estocolm i va escriure més de 30 llibres per a nens. El 2017, es va calcular que era la 18a autora més traduïda del món. Lindgren havia venut aproximadament 167 milions de llibres a tot el món el 2010. El 1994, va ser guardonada amb el premi Right Livelihood per la seva autoria única dedicada als drets dels infants i al respecte per la seva individualitat. La seva oposició al càstig corporal dels nens va donar lloc a la primera llei mundial sobre la matèria el 1979, mentre que la seva campanya pel benestar animal va conduir a una nova llei, Lex Lindgren, just a temps pel seu 80è aniversari.

## Biografia
Astrid Lindgren va néixer el 14 de novembre de 1907 a la granja Näs situada als afores de Vimmerby, al comtat de Småland, Suècia. Va ser la segona dels quatre fills del matrimoni de pagesos Samuel Autust Ericsson i Hanna Jonsson. Va créixer en un entorn distès, lliure i ple d'històries, cançons i cavalls. Lindgren tenia un germà gran i dues germanes petites; el germà Gunnar va ser membre del parlament suec.
Quan tenia tretze anys va publicar el seu primer assaig, A la nostra granja, que va ser publicat pel diari de Vimmerby. A partir d'aquest moment la van començar a anomenar la Selma Lagerlöf de Vimmerby.
Durant l'adolescència, Lindgren va submergir-se en la vida cultural del municipi i era present en les projeccions de cinema, les estrenes de teatre i els balls de jazz. També va causar un cert enrenou en ser la primera dona que es va tallar els cabells del poble.
Un cop graduada va entrar a treballar al diari de Vimmerby com a correctora i redactora de petits anuncis i avisos. Al cap de tres anys, quan en tenia dinou, va quedar-se embarassada del redactor en cap del diari, Reinhold Blomberg, fet que va suposar un gran escàndol i una deshonra per la família ja que Lindgren era soltera i Blomberg era un home divorciat, pare de set fills.
En aquest moment Astrid Lindgren va traslladar-se a viure a Estocolm. Després del naixement del seu fill Lars va entrar a l'Institut Bar-Lock a cursar els estudis de Secretaria. Posteriorment va treballar com a secretària al departament de ràdio de Svenska Bokhandelscentralen i més tard al KAK, on va conèixer a qui seria el seu marit, Sture Lindgren. Mentre era allà, el 1926, va donar a llum el seu únic fill, Lars, que va ser acollit durant quatre anys i després va tornar amb ella. Va morir el 1986.
A partir de 1928, Lindgren va treballar com a secretaria al Royal Automobile Club de Suècia (Kungliga Automobil Klubben).
Després del seu matrimoni l'any 1931 va iniciar la seva carrera com a escriptora, que acabaria amb un recompte total de 34 llibres i 41 àlbums il·lustrats dels quals se n'han venut més de 165 milions d'exemplars arreu del món i han estat traduïts a més de 100 idiomes.
Astrid Lindgren també va destacar com a activista contra la injustícia i l'opressió. Es va sumar a causes a favor de la no-violència, la protecció de la natura i l'erradicació de la pobresa. Alguns dels seus llibres van ser rebutjats per alguns sectors per ser considerats d'extrema esquerra. Va ser una veu clau que va influir en l'aprovació d'algunes lleis sueques i la gestió d'uns quants governs. L'any 1987 es va aprovar la Lex Lindgren a favor dels drets dels animals.
Lindgren va morir a casa seva, a Dalagatan 46, al centre d'Estocolm, el 28 de gener de 2002 a l'edat de 94 anys.
El seu funeral va tenir lloc a Storkyrkan a Gamla Stan. Entre els assistents hi havia el rei Carles XVI Gustau amb la reina Sílvia i altres membres de la família reial, i el primer ministre Göran Persson. La cerimònia va ser descrita a Dagens Nyheter com el més semblant a un funeral d'estat.

## Trajectòria professional
Astrid Lindgren va debutar com a escriptora l'any 1944 amb la publicació de la novel·la Les confidències de Britt-Mari. L'any següent va publicar la primera història de Pippi Långstrump, obra que havia estat rebutjada anteriorment però que es va convertir en un èxit immediat i li va donar oxigen per publicar quatre llibres més fins a l'any següent: Mästerdetektiven Blomkvist, Barnen i Bullerbyn, Kerstin och jag i una nova aventura de la Pippi.
Durant les dècades de 1950 i 1960 va ser molt productiva, publicant almenys un llibre a l'any, fent gires internacionals de presentació dels seus llibres, i oferint diverses entrevistes. Va seguir publicant fins a l'any 1992, quan tenia 85 anys.
En la seva trajectòria professional va col·laborar amb alguns il·lustradors destacats com Ingrid Vang Nyman, Björn Berg, Ilon Wikland o Marit Törnqvist.
A partir de l'any 1964 també va començar a treballar com a cap de la secció de ficció infantil de l'editorial Rabén & Sjögren, que es trobava en fallida en aquell moment. Lindgren hi va treballar durant 24 anys i va aconseguir posicionar-la com a editorial líder de literatura infantil als països nòrdics.
Durant els últims anys de la seva vida va estar vinculada en uns quants projectes relacionats amb la seva obra, com ara en la redacció del guió del tren de les històries del parc infantil Junibacken d'Estocolm.

## Política

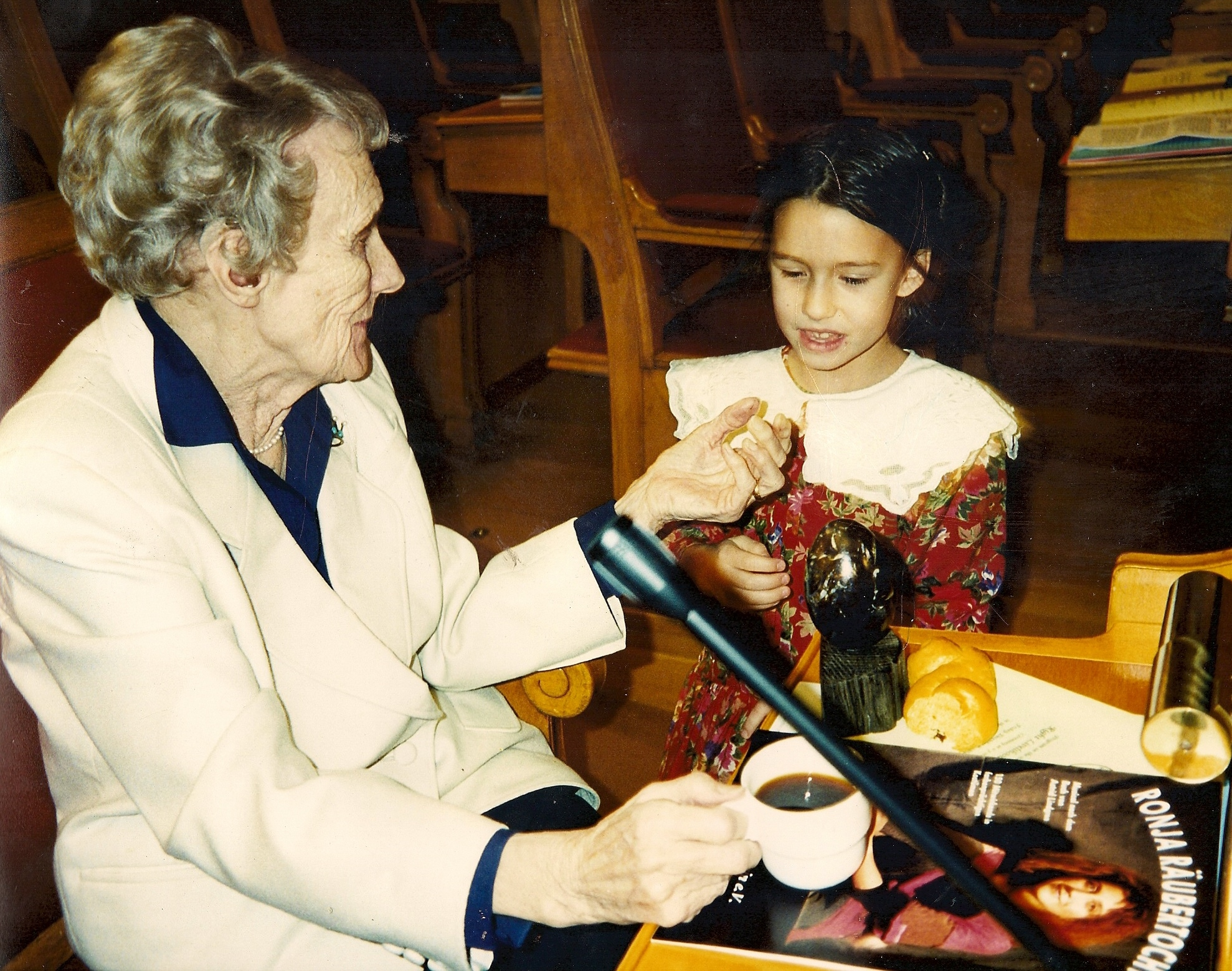
Lindgren rebent el premi Right Livelihood al parlament suec, 1994

El 1976, va sorgir un escàndol a Suècia quan es va fer públic que el tipus impositiu marginal de Lindgren havia augmentat fins al 102%. Això es coneixeria com l'efecte Pomperipossa, a partir d'un article que va publicar a Expressen el 3 de març de 1976, titulat Pomperipossa in Monismania, atacant el govern i les seves polítiques fiscals. Era una al·legoria satírica en resposta al tipus impositiu marginal en què Lindgren havia incorregut el 1976, que obligava els treballadors per compte propi a pagar tant l'impost sobre la renda regular com les deduccions patronals. En un tempestuós debat fiscal, va rebre crítiques dels socialdemòcrates i d'altres. Va respondre plantejant la qüestió de la manca de dones involucrades en la campanya dels socialdemòcrates. A les eleccions generals d'aquell any, el govern socialdemòcrata va ser derrotat per primera vegada en 44 anys, i el debat sobre l'impost de Lindgren va ser una de les diverses controvèrsies que poden haver contribuït a aquest resultat. Una altra controvèrsia va ser la carta de comiat d’Ingmar Bergman a Suècia després que se li presentessin càrrecs d'evasió fiscal. No obstant això, Lindgren va romandre socialdemòcrata durant la resta de la seva vida.
El 1978, quan va rebre el Premi de la Pau del Comerç Llibreter Alemany, Lindgren va parlar en contra dels càstigs corporals infantils en un discurs titulat Mai violència! Després d'això, es va associar amb científics, periodistes i polítics per promoure la criança no violenta. El 1979, es va introduir una llei a Suècia que prohibia la violència contra els infants en resposta a les seves demandes. Fins aleshores no hi havia cap llei semblant enlloc del món.
De 1985 a 1989, Lindgren, amb la veterinària Kristina Forslund, va escriure articles sobre la protecció dels animals i la producció en massa als diaris suecs Expressen i Dagens Nyheter. Volien llançar una campanya de sensibilització per promoure un millor tracte als animals en les ramaderies intensives. Finalment, les seves activitats van conduir a una nova llei que es va anomenar Lex Lindgren, que va ser presentada a Lindgren en el seu 80è aniversari. Durant aquell temps va ser la llei més estricta del món sobre el benestar animal. Tanmateix, Lindgren i Forslund no n'estaven satisfets. No s'havia fet prou i només s'havien produït canvis menors. Els articles que van escriure Forslund i Lindgren es van publicar posteriorment al llibre Min ko vill ha roligt ('La meva vaca vol divertir-se').
Lindgren era coneguda tant pel seu suport als drets dels infants i dels animals com per la seva oposició als càstigs corporals i a la UE. El 1994, va rebre el premi Right Livelihood, Pel seu compromís amb la justícia, la no-violència i la comprensió de les minories, així com el seu amor i cura per la natura. Va ser membre de l'organització antiimperialista i promotora de la llibertat d'expressió Folket i Bild/Kulturfront.

## Obres destacades
- 1945: Pippi Calcesllargues (Pippi Långstrump)
- 1946: Mästerdetektiven Blomkvist
- 1947: Alla vi barn i Bullerbyn
- 1950: Kati i Amerika
- 1954: Mio, min Mio
- 1956: Rasmus på luffen
- 1963: En Miquel de Lönneberga (Emil i Lönneberga)
- 1981: Ronja, la filla del bandoler (Ronja Rövardotter)

## Personatges
Els personatges que apareixen a l'obra d'Astrid Lindgren solen estar basats en persones del seu entorn o en vivències pròpies. Hi ha molts paral·lelismes entre la vida i l'obra de Lindgren: records, entorns, històries.
La història Alla vi barn i Bullerbyn (Els nens de Bullerbyn) recull molts elements propis de l'educació que va rebre Astrid de petita, com ara alguns jocs, i d'altres que va manllevar de les històries que li explicava el seu pare. A les histories de Mio i Rasmus hi va recollir la separació temporal del seu fill mentre ella estudiava per convertir-se en secretària, així com la vivència de créixer sense pares. Amb el naixement de la seva filla Karin va néixer també la història de la Pippi, molt més alegre i contestatària. La seva última gran novel·la, Ronja rövardotter (1981), mostra un altre vessant de la personalitat de l'autora: la de l'activista defensora de la natura.

## Llegat
Astrid Lindgren va ser reconeguda i premiada en vida i pòstumament. Entre els guardons principals amb què se la va distingir destaca especialment la Gran Medalla d'Or de l'Acadèmia Sueca (1971).
L'any 1995 es va començar a construir l'hospital infantil Astrid Lindgren de l'Hospital Universitari Karolinska.
L'any 1996 l'Acadèmia de Ciències de Rússia va batejar un asteroide que havia descobert l'Observatori astrofísic de Crimea l'1 de setembre de 1978 amb el nom de 3204 Lindgren o Asteroide Lindgren.
L'any 1997 el Primer ministre Göran Persson li va fer entrega d'un xec de 7,5 milions de corones sueques per la construcció de la nova casa museu Astrid Lindgren a Vimmerby.
L'any 2002 el govern suec va crear el Premi Memorial Astrid Lindgren de creació literària infantil i juvenil, que és un dels més prestigiosos d'aquest àmbit. També es va crear l'Arxiu Astrid Lindgren per recollir tota la seva producció literària, el qual va ser inscrit al Registre de la memòria del món de la UNESCO l'any 2005. Des de l'any 2015 Astrid Lindgren i el personatge de Pippi Långstrump apareixen al bitllet de 20 corones.
La seva obra ha estat adaptada a diversos formats, com per exemple la popular sèrie televisiva de les aventures de Pippi Långstrump de l'any 1969. També se n'han fet adaptacions al teatre.